# Dell E
Dell E (även Dell Inspiron Mini Series) är en serie ultralätta datorer utvecklade av det amerikanska företaget Dell, denna serie är främst tänkt att konkurrera med liknande lösningar som till exempel Asus Eee PC och MSI Wind.